# Amedeo Gattafoni
Amedeo Gattafoni, né le 28 mai 1944 à Civitanova Marche,, est un coureur cycliste italien. Professionnel en 1969 et 1970, il a participé à une édition du Tour d'Italie. Il est également devenu champion d'Italie amateurs  en 1967.

## Palmarès

### Par année
- 1964
  - 3e du Gran Premio Pretola
- 1966
  -  Champion d'Italie sur route amateurs
- 1967
  - Gran Premio San Basso
  - 3e étape du Tour des Abruzzes
- 1968
  - Trophée Attilio Strazzi

### Résultats sur les grands tours

#### Tour d'Italie
1 participation
- 1969 : non-partant (22e étape)